# Inagaki Chūsei
Inagaki Chūsei (japanisch 稲垣 仲静, eigentlich Inagaki Kōtarō (稲垣 広太郎); geb. 1897 in Kioto; gest. 24. Juni 1922) war ein früh verstorbener japanischer Maler der Nihonga-Richtung während der Taishō-Zeit.

## Leben und Werk
Inagaki Chūsei wurde als ältester Sohn von Inagaki Takejirō (稲垣竹次郎) im Stadtbezirk Shimogyō von Kioto geboren. Sein Vater war Nihonga-Maler, der den Künstlernamen Chikubu (竹埠) führte, der aber später als Kunsthandwerker mit Lackarbeiten bekannt wurde. Chūseis jüngere Bruder war Toshijrō (稔次郎; 1902–1963), der sich als Textilfärber einen Namen machte.
Ab 1912 besuchte Chūsei die Abteilung für Malerei der „Städtischen Schule für Kunst und Kunstgewerbe Kyōto“ (京都市立美術工芸学校, Kyōto shiritsu bijutsu kōgei gakkō) und dann nach dem Abschluss dort 1917 die „Städtischen Hochschule für Malerei“ (京都市立絵画専門学校, Kyōto shiritsu kaiga semmon gakkō), die er 1920 abschloss. Während er noch auf der Hochschule war, konnte er 1919 das Bild „猫“ (Neko – Katze) auf der 2. Ausstellung der „Kokuga sōsaku kyōkai“ (国画創作協会) zeigen. 1922 wurde er für die Ausstellung der Kyūmeikai (九名会) im Geschäft Fukumuras Yō’undō (祥雲堂) mit Fukuda Heihachirō und anderen ausgewählt, starb aber im Juni des Jahres an einer Darmerkrankung.
Im August veranstalteten Inagakis Malerfreunde eine Gedächtnisausstellung in der Präfekturbibliothek Kyōto (京都府立図書館, Kyōto furitsu toshokan), für die Galerien wie Ōhatas Kōsodō (後素堂) einen Band „仲静遺作“ (Chūsei isaku, Chūseis Hinterlassenschaft) herausbrachten. Die wirklichkeitsgetreuen Zeichnungen vermitteln eine europäische Sichtweise, aber es ist erkennbar, dass Chūsei sich auch für die Blumen-und-Vögel Bilder (花鳥画, Kachōga) der Song- und der Yuan-Zeit interessiert hat. Dazu vermittelt ein Bild wie das der Kurtisane einen Hauch Erotik, wie sie auch bei Chūseis Zeitgenossen Kainoshō Tadaoto erkennbar ist.

## Bilder

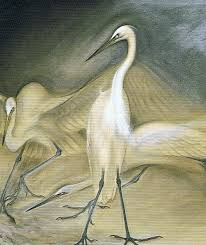
Reiher, 1918
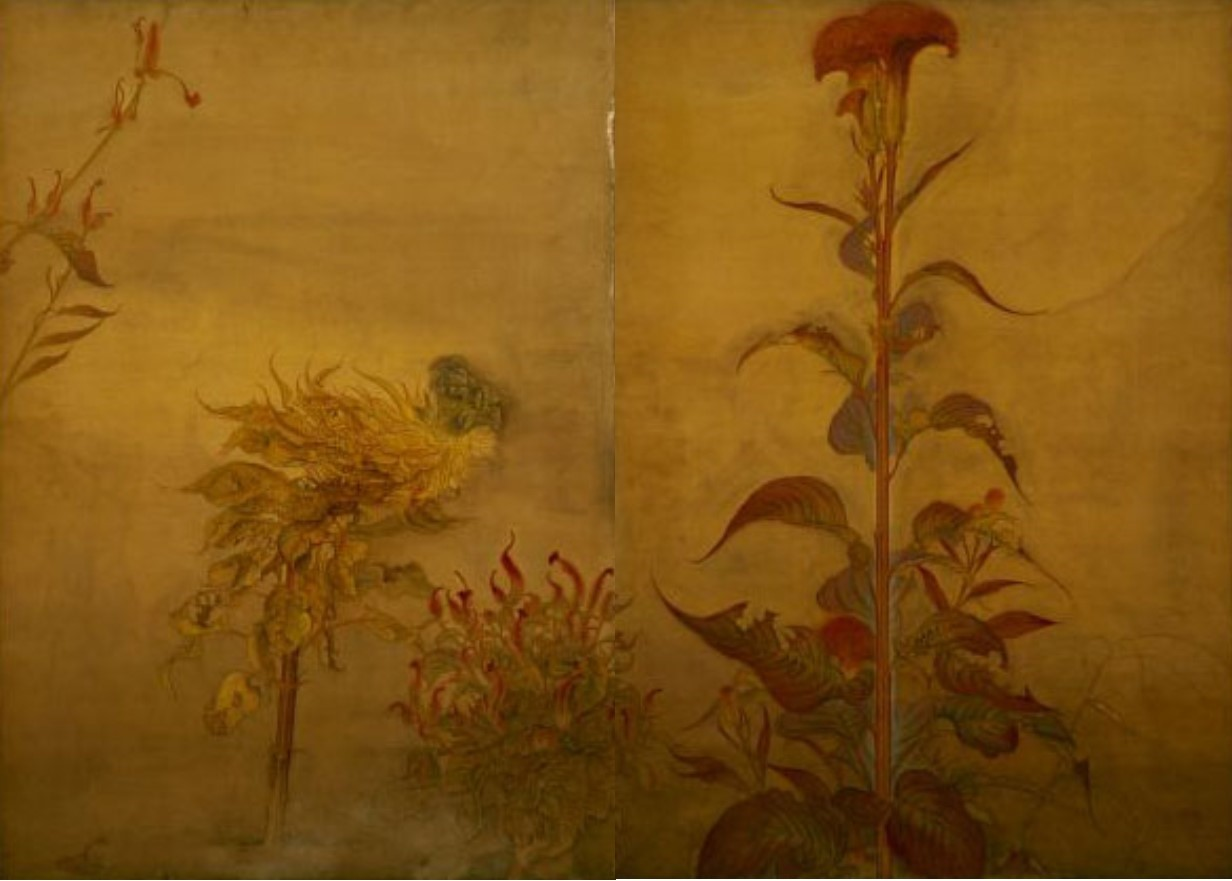
Hahnenkamm, 1918
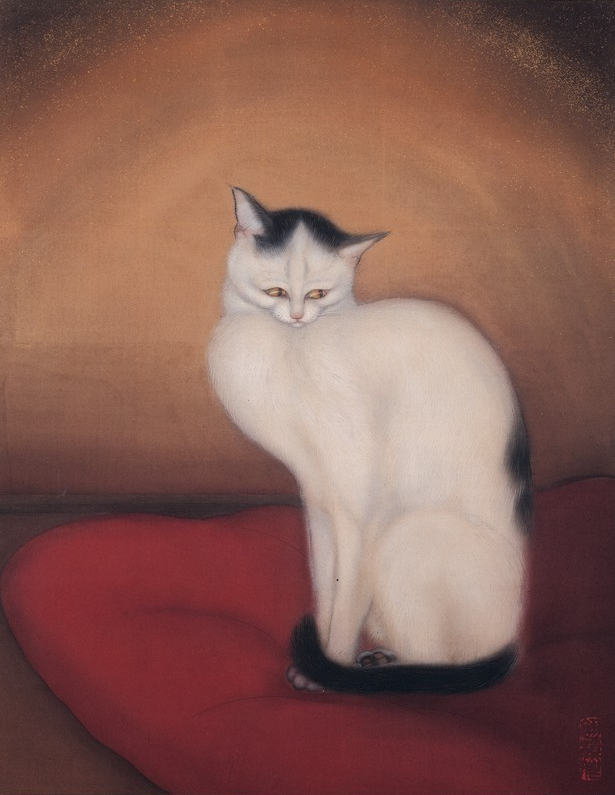
Katze, 1919
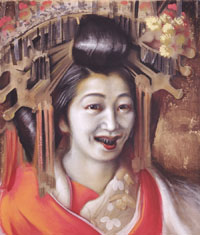
Kurtisane, 1919